# اشلان (نیوجرسی)
اِشِلان (به انگلیسی: Echelon) یک منطقهٔ مسکونی در ایالات متحده آمریکا است که در شهرستان کمدن، نیوجرسی واقع شده‌است. اچلون ۷٫۳۴۴ کیلومتر مربع مساحت و ۱۰٬۷۴۳ نفر جمعیت دارد و ۲۶ متر بالاتر از سطح دریا واقع شده‌است.